# José Moselli
Œuvres principales
La Fin d'Illa,
La Montagne des Dieux
José Moselli, nom de plume de Joseph Théophile Maurice Moselli, né le 28 août 1882 à Paris dans le 9e arrondissement et mort le 21 juillet 1941 au Cannet, est un auteur français de romans policiers et de science-fiction, d'histoires de littérature d'enfance et de jeunesse et  de récits d'aventures populaires.

## Biographie
« À treize ans, le jeune Joseph Moselli s'enfuit de chez lui et s'engage comme mousse ». Après plusieurs voyages sur les mers et océans, il devient officier de la marine marchande et, en 1903, capitaine de navire. Il démissionne en 1909 et s'installe à Paris où il amorce une carrière littéraire.
Surnommé l'écrivain sans livre, José Moselli est l'un des grands feuilletonistes populaires du début du XXe siècle. Auteur prolifique, il publie un grand nombre de romans, nouvelles et chroniques, principalement dans Sciences et voyages, ou encore dans L'Épatant, L'Intrépide, Le Petit Illustré, Cri-Cri de la maison d'éditions Offenstadt où il en est reconnu comme l'auteur numéro 1 d'après George Fronval.
Ses nombreux romans-feuilletons paraissaient en revues (comme la Collection d'aventures) et peu ont été édités en livres d'où le surnom évoqué plus haut. Il est connu pour quelques textes de science-fiction, comme La Cité du gouffre ou Le Messager de la planète, et surtout La Fin d'Illa (1925) « son chef-d'œuvre ». Dans le genre policier, il donne plusieurs titres, dont Triplix l'insaisissable (1924), Les Gangsters de l'air (1939) et, surtout, La Momie rouge (1925), un récit de chambre close.
Comme beaucoup de ses confrères de l'époque, il utilise de nombreux pseudonymes : Jacques Mahan, Pierre Agay, J. Fauconnier, Nord-55-Est, Ledam pour les plus fréquents ; Jack Duridan, Jules Dupont, Pierre de Villebrune, Jim Houch, Jacques North et d'après George Fronval Captain Harry et Explorateur.
Jean Leclerq (dans « En souvenir de José Moselli », Désiré, 2e série, no 6, janvier 1975) et George Fronval périodisent comme suit la vie de José Moselli :
1. avant la Grande Guerre : l'enfant et le marin marchand ;
2. pendant la guerre : la participation à la guerre dans la marine - débarquement dans les Balkans ;
3. l'après-guerre : période de grande production pour la SPE ;
4. les années 1930 : les illustrés, après l'arrivée de Mickey en France (1934), traversent une mauvaise passe. Par ailleurs, la science-fiction étant suspectée, à la suite d'un jugement rendu par un tribunal d'Amiens, de « pervertir la jeunesse », José Moselli se retire dans le Sud.

## Postérité

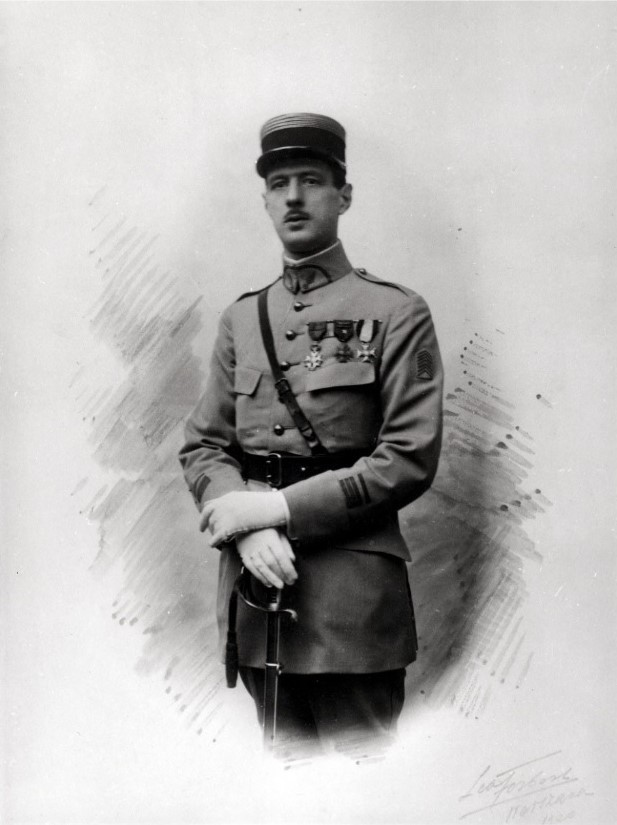
Charles de Gaulle dans les années 1920

Le style très épuré qui était propre à José Moselli, faisait qu'il était un des auteurs préférés du général de Gaulle. Jacques Van Herp, essayiste belge de science-fiction et directeur de collection chez Marabout, rapporte les propos de ce militaire et grand homme d'État français sur l'auteur : 
« … phénomène caractéristique du genre, cas au demeurant unique dans la littérature, feuilletoniste génial, dont le talent de conteur et de visionnaire joint à la précision de l'écriture, a donné des chefs-d'œuvre dans l'espèce trop dénigrée en France du roman d'aventures. »

## Œuvres marquantes
- La Prison de glace, publiée dans la revue Sciences et voyages du mois de septembre 1919 au mois de janvier 1920 (nos  1 à 35) et  illustré par André Galland
- La Dernière Affaire d'Alexander Bullen, publiée dans la revue Sciences et voyages (nos  76 à 79), illustré par André Galland
- La Corde d'acier, publiée dans la revue Sciences et voyages (nos  107 à 111), , illustré par André Galland
- Les Conquérants de l'abîme , publiée dans la revue Sciences et voyages (nos  133 à 148), illustré par Le Rallic
- La Montagne des Dieux publiée dans la revue Sciences et voyages du mois de juin au mois de juillet 1927 (nos  354 à 410)
- La Guerre des Océans publiée dans la revue Sciences et voyages du mois de décembre 1928 (no 485) au mois de septembre 1929 (no 524) puis en livre aux éditions Marabout dans la collection Le Rayon populaire (Verviers, Belgique 1975)
- La Fin d'Illa (1925) réédité dans Fiction (no 98) en 1962 à l'initiative de Jacques Bergier puis successivement par les éditions Rencontres (dans le cadre d'une anthologie préfacée par Jacques Bergier) en 1970 et par les éditions Marabout, collection Science-Fiction no 421 (présentation de Jacques Van Herp) en 1972